# Elegies (DVD)
Albums de Machine Head
Through the Ashes of Empires
(2004) The Blackening
(2007)
Elegies est un DVD sorti le 11 octobre 2005 par le groupe de thrash metal américain Machine Head. Il comprend un live donné à la Brixton Academy de Londres en décembre 2004 (disponible avec ou sans inserts), un docu, des interviews du groupe, de ses fans, et d'autres musiciens, des images diverses et variées du groupe en tournée dans le monde, deux clips (Imperium et Days Turn Blue To Gray) avec leurs making-of, et The Blood, The Sweat, The Tears enregistré en live à Francfort en 1999.

## Liste des titres
1. Intro
2. Imperium
3. Seasons Wither
4. Old
5. Bulldozer
6. Days Turn Blue To Gray
7. The Blood, The Sweat, The Tears
8. Ten Ton Hammer
9. The Burnin'Red
10. In The Presence Of My Enemies
11. Take My Scars
12. Descend The Shades Of Night
13. Davidian
14. Block

## Composition du groupe
Robb Flynn : chant et guitare
Phil Demmel : guitare
Adam Duce : basse et chœurs
Dave McClain : batterie